# Estación de Villena
Villena es una estación de ferrocarril española propiedad de Adif situada en la ciudad homónima en la provincia de Alicante, Comunidad Valenciana. Es una estación pasante que pertene a la línea Madrid-Alicante y está situada entre el límite oeste del casco urbano y el Polígono Industrial El Rubial, junto al Paseo de Ruperto Chapí. La estación tiene parada de trenes de Grandes Líneas y de Media Distancia. 
Está en estudio la extensión de la red de Cercanías Murcia/Alicante hasta Villena.

## Situación ferroviaria
La estación se encuentra en el punto kilométrico 396,1 de la línea férrea de ancho ibérico La Encina-Alicante a 503,85 metros de altitud, entre las estaciones de Caudete y de Sax.
Villena también formaba parte de una línea férrea de ancho métrico que unía Villena con Cieza vía Alcoy y Jumilla, los Ferrocarriles de Villena a Alcoy y Yecla (VAY), los cuales se mantuvieron operativos hasta su clausura en 1969.

## Historia
La estación de Villena se inauguró en 1858, al abrirse la línea de la MZA entre Alicante y Madrid. En el viaje inaugural viajó la reina Isabel II, que realizó un pequeño descanso en la ciudad, para lo que se habilitó el Paseo de la Reina, actual Paseo de Ruperto Chapí. El edificio, igual que los de todo el tramo Almansa-Alicante, fue proyectado por Agustín Elcoro Berecíbar, correspondiendo a Villena uno de los dos edificios de 2ª clase. Este se ha conservado casi sin modificar hasta la actualidad, habiendo sufrido solamente reformas menores. Justo enfrente se instaló en 1884 la estación del ferrocarril VAY, que funcionó hasta 1969. En 1941, la nacionalización de ferrocarril en España supuso la integración de MZA en la recién creada RENFE. Desde el 31 de diciembre de 2004 Renfe Operadora explota la línea mientras que Adif es la titular de las instalaciones ferroviarias.

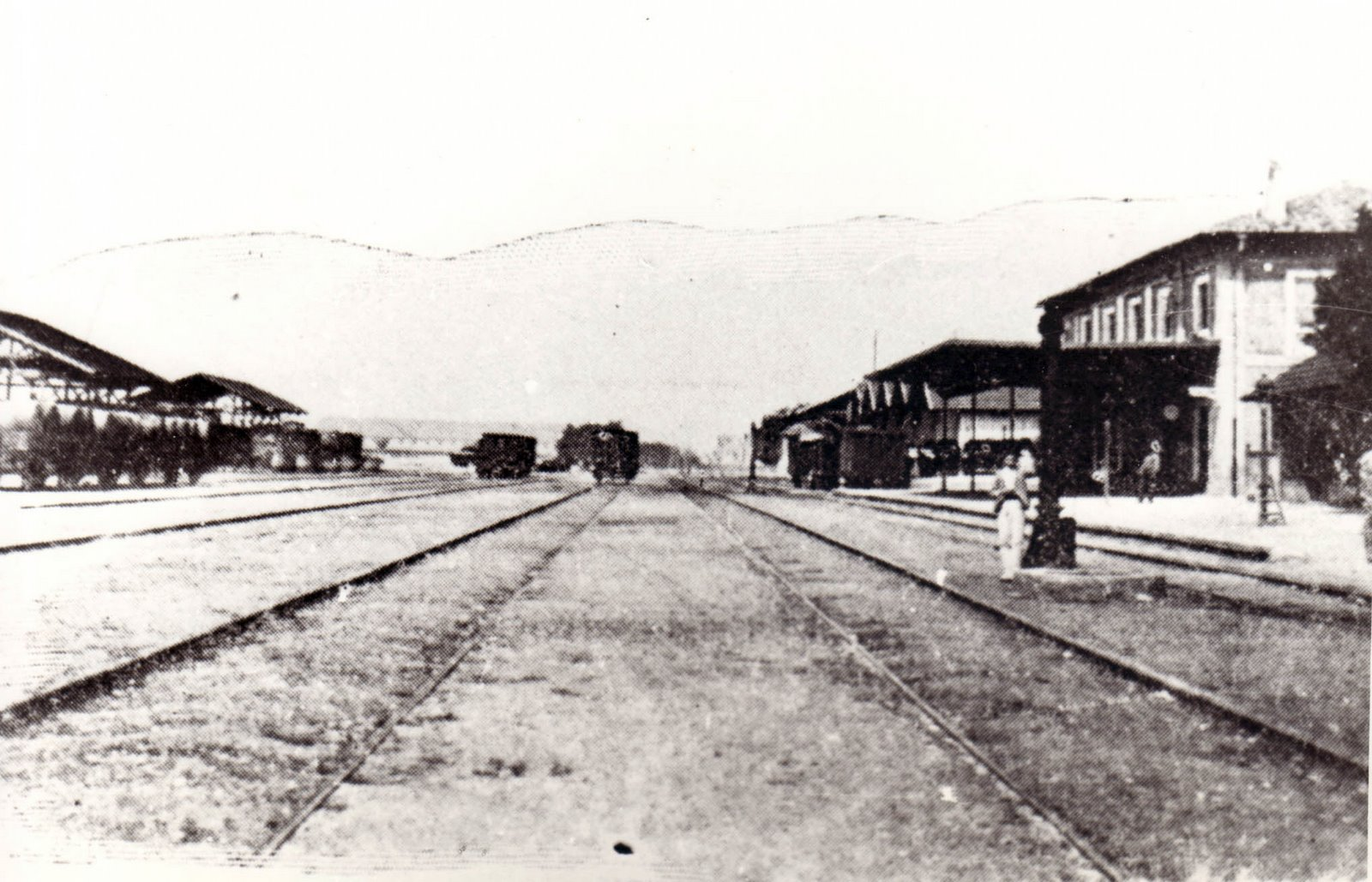
Vista de la estación en 1858.

En la actualidad se plantea destinar esta estación solo uso de cercanías, mientras que los trenes de larga distancia tendrían parada en la estación de AVE inaugurada en 2013 en las cercanías de la Colonia de Santa Eulalia.

## Servicios ferroviarios

### Larga distancia
Desde el 18 de junio de 2013, con la apertura de la nueva estación de alta velocidad de Villena, los trenes Alvia que efectuaban parada en esta estación lo hacen ahora en la nueva de alta velocidad. Debido a esto, ahora los trenes de Larga Distancia que se detienen en la estación, solo enlazan Villena con Murcia y con Barcelona gracias a varios trenes Talgo que incluso en algunos casos alcanzan Francia.

### Media distancia
Los amplios servicios de Media Distancia de Renfe tienen como principales destinos las ciudades de Jaén, Ciudad Real, Albacete, Alicante, Valencia, Cartagena y Murcia.